# Decor
Decor (ديكور) è un film del 2014 diretto da Ahmad Abdalla.
La pellicola ha vinto il premio come migliore lungometraggio al 35º Festival di cinema africano di Verona.

## Trama
Maha, giovane decoratrice, insieme al suo compagno scenografo Cherif lavorano su un film con poche pretese. Sono una coppia moderna, senza figli e dediti completamente alla carriera. Lei si batte per mantenere alta la qualità del proprio lavoro, ma il regista vuole solo chiudere velocemente le riprese e accelerare i tempi di lavorazione. Sfinita e stressata, Maha comincia a fantasticare ad occhi aperti e si trova a vivere nel film su cui sta lavorando, nei panni di una madre psicolabile con un marito devoto e una bambina sveglia da accudire. Le due realtà cominciano ad alternarsi e finiscono per confondersi.